# Jüdische Gemeinde Dieuze

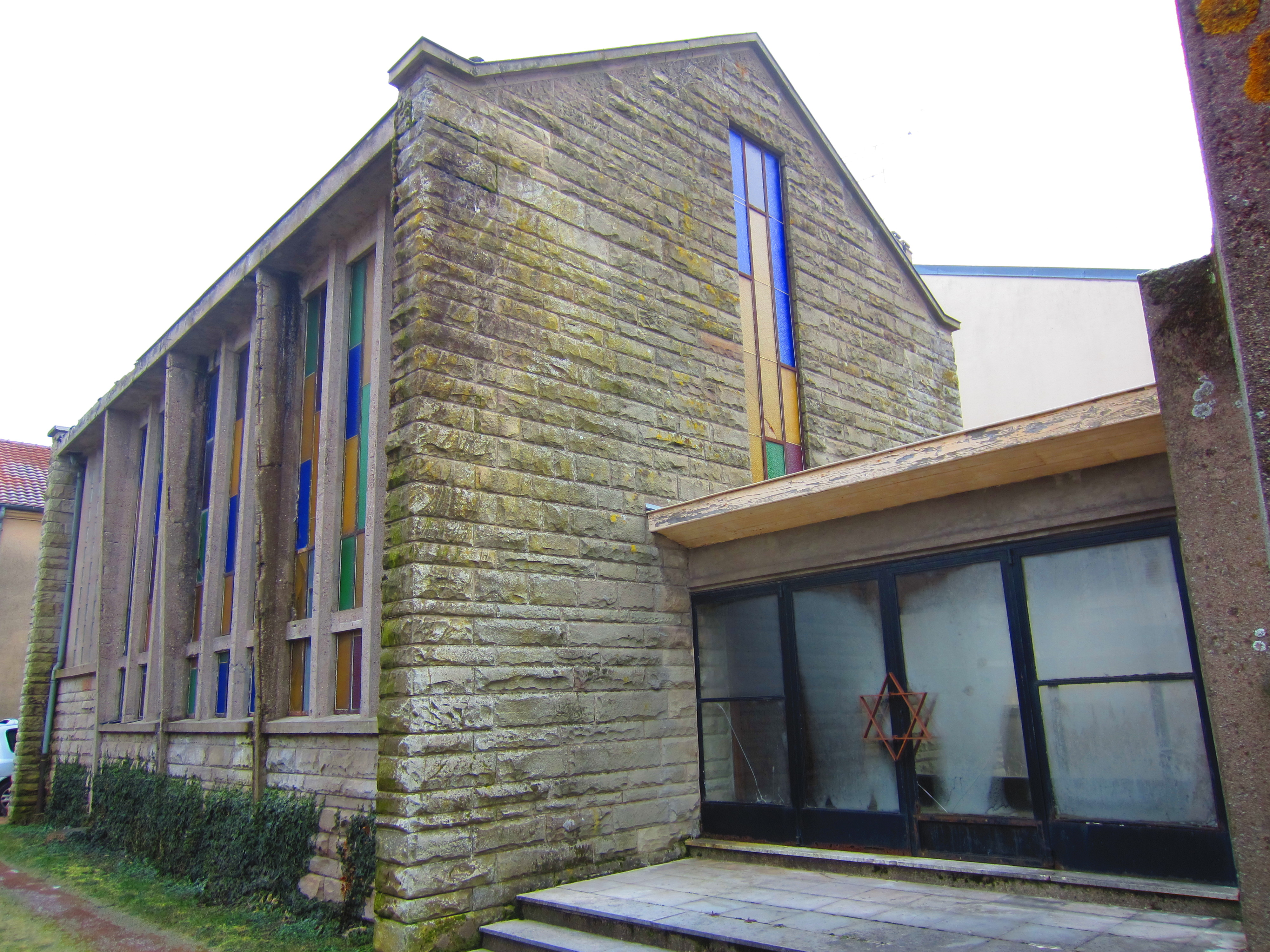
Ehemalige Synagoge in Dieuze

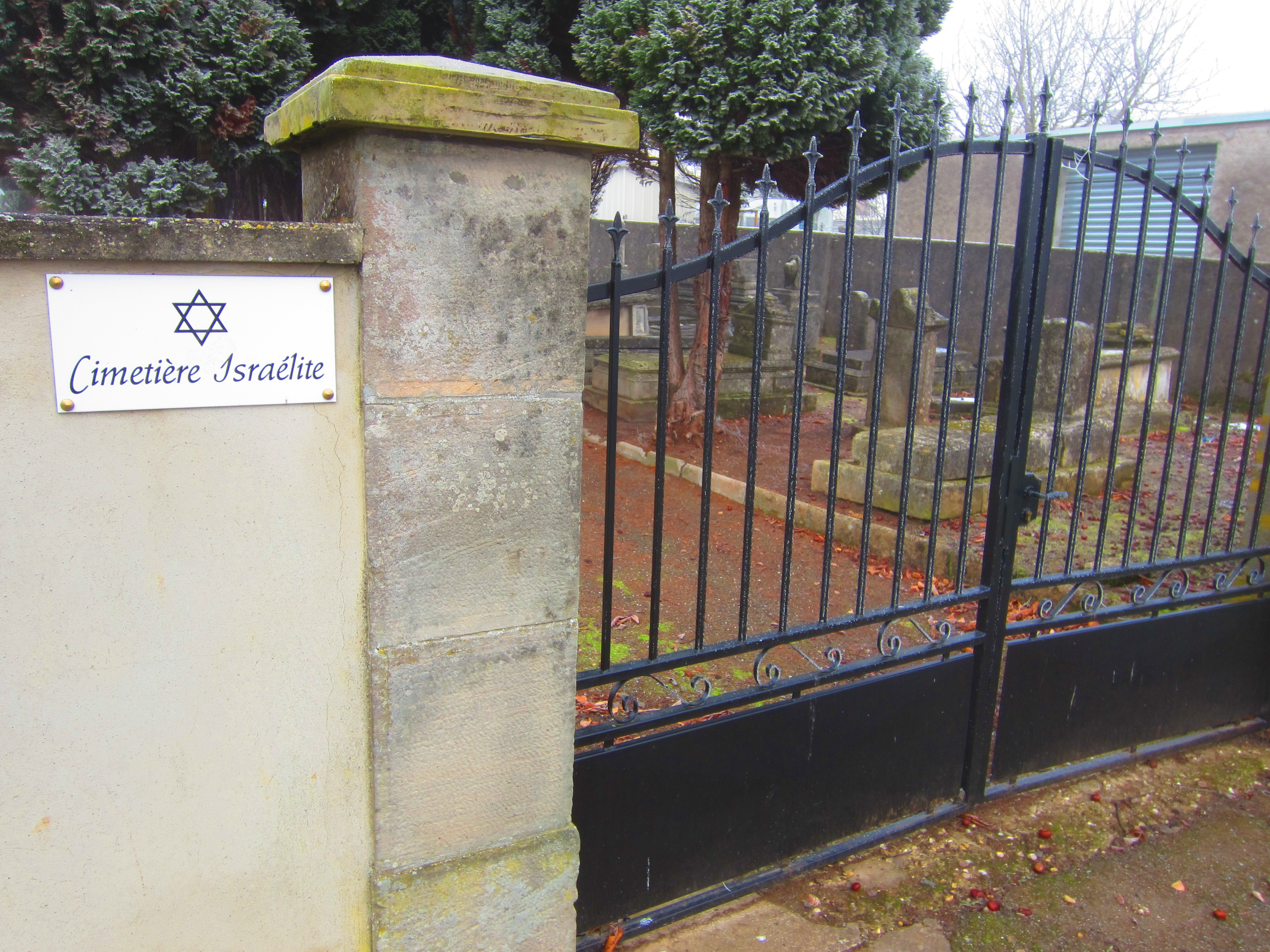
Jüdischer Friedhof in Dieuze

Eine Jüdische Gemeinde in Dieuze, einer französischen Gemeinde im Département Moselle in Lothringen, bestand spätestens seit dem 18. Jahrhundert.

## Geschichte
Die jüdische Gemeinde von Dieuze errichtete bereits im 18. Jahrhundert eine Synagoge, die auch von den jüdischen Bewohnern der benachbarten Orte besucht wurde. 1907 wurde eine Synagoge mit orientalisierenden Stilelementen, wie Kuppel und Rosette, erbaut. 1940 wurde diese Synagoge zerstört. Die 1955 errichtete Synagoge wird heute nicht mehr für den Gottesdienst genutzt und verfällt. Die jüdische Gemeinde gehörte seit 1808 zum israelitischen Konsistorialbezirk Metz.

## Friedhof
Der jüdische Friedhof in Dieuze befindet sich am Chemin du calvaire. Er wurde 1998 geschändet, wobei viele Grabsteine beschädigt wurden.